# Fender Telecaster
La Fender Telecaster es una guitarra eléctrica de cuerpo macizo mundialmente conocida, llamada "la tabla" en sus comienzos. Se caracteriza por la simplicidad en su diseño y por el sonido que se obtiene de sus dos pastillas de bobinado simple o single coil, que aparecen en la inmensa mayoría de sus modelos en lugar de las de bobinado doble o humbuckers que aparecieron posteriormente en otras guitarras. Dicho sonido se considera especialmente adecuado para la guitarra rítmica, aunque se utiliza igualmente en el soft rock, en el rock de los 60 o en el punk, también muy utilizada en el math rock y la new wave; pero sobre todo es la guitarra eléctrica por excelencia para la música country.

## Historia

### Diseño original

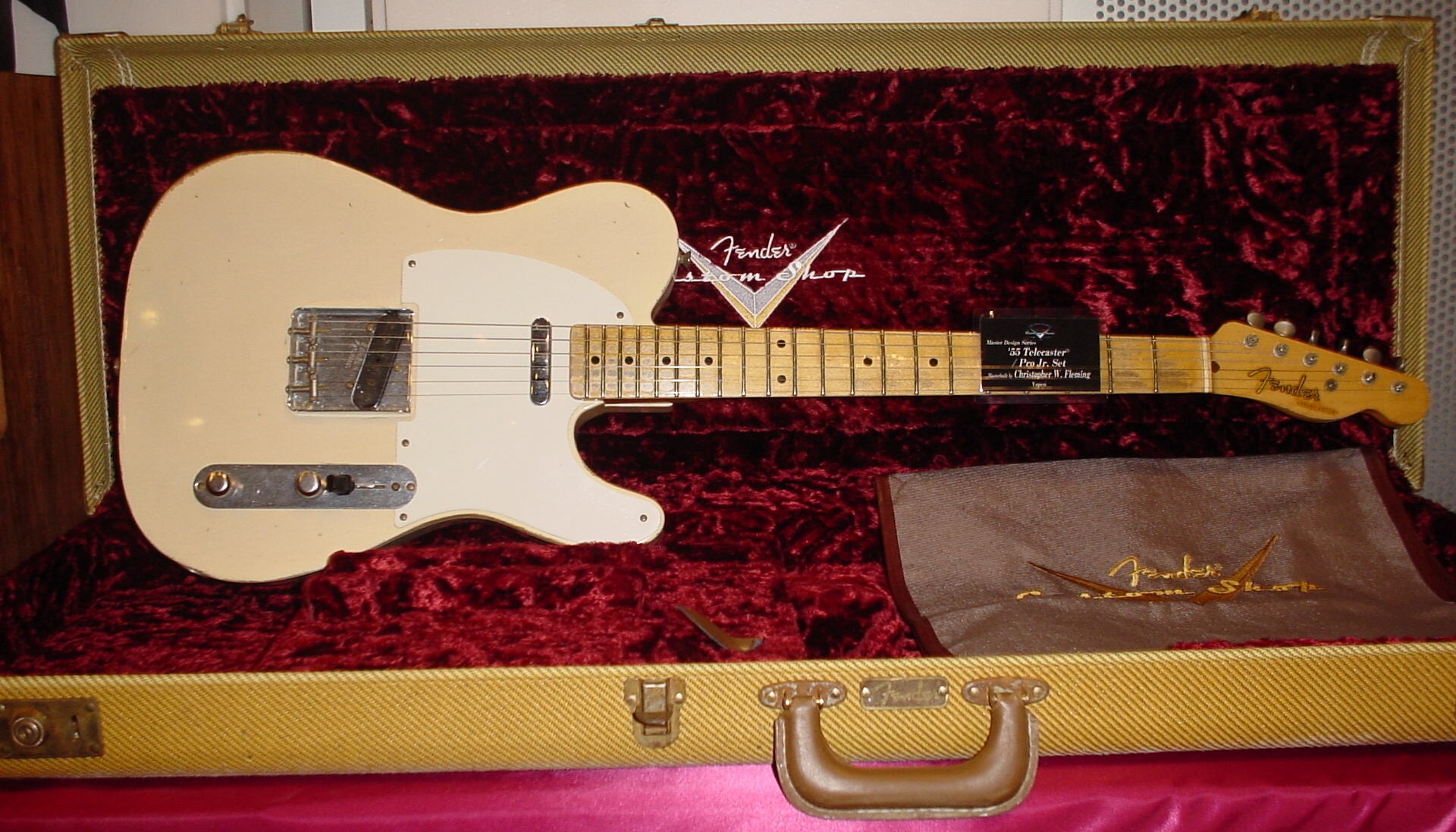
Uno de los primeros modelos de Fender Telecaster, de 1955.

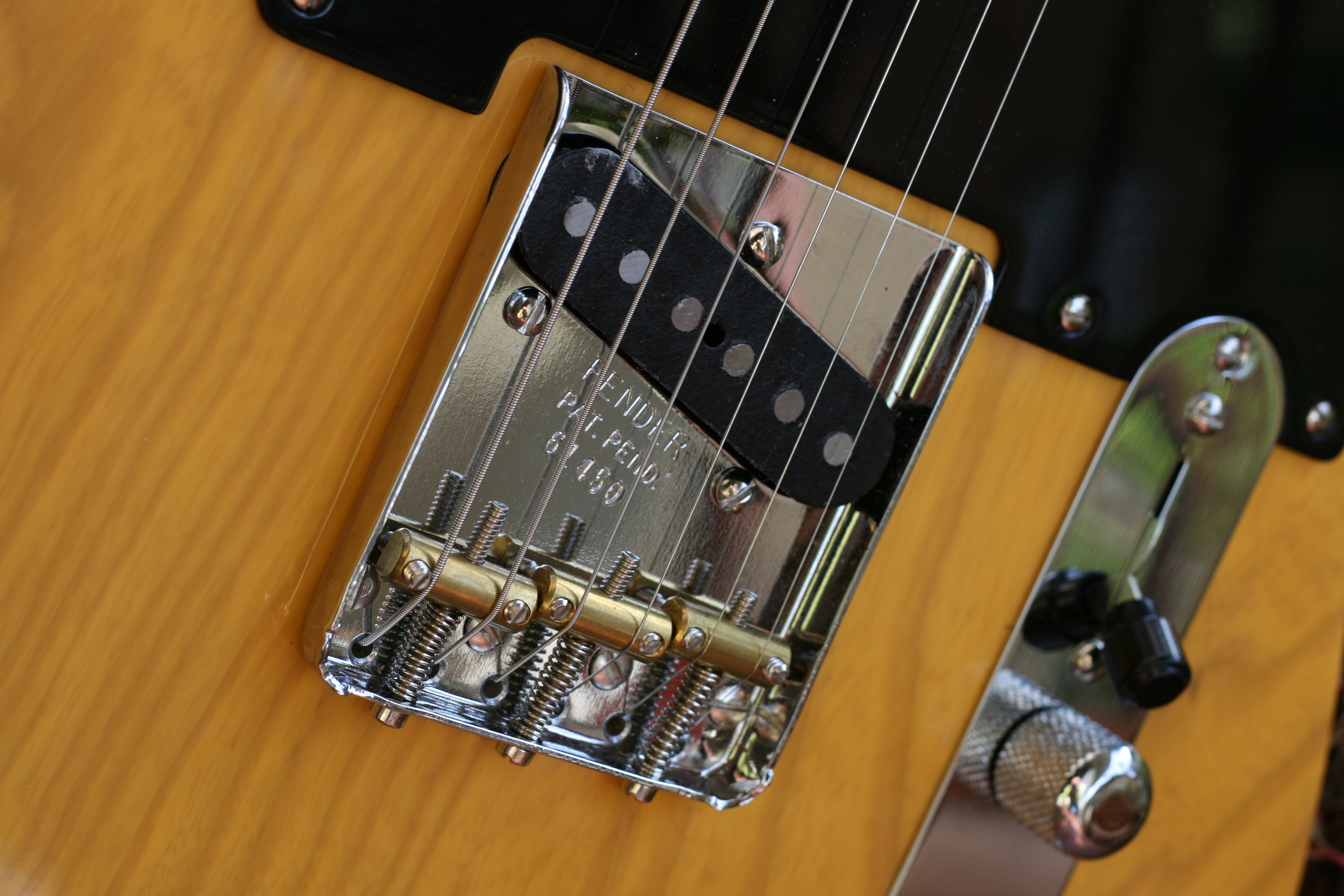
Detalle del puente y la pastilla que incorpora, en una réplica del modelo de 1952.

En 1950 Leo Fender creó una guitarra eléctrica de cuerpo macizo llamada Esquire, con el mismo diseño que posteriormente tendría la Telecaster, pero con una sola pastilla simple en la posición del puente. Sin embargo, la Esquire ya incorporaba la cavidad para una pastilla suplementaria: Fender empleaba el mismo cuerpo para ambos modelos.
En 1951, decidió crear una nueva versión de dos pastillas: en un principio se llamaría Broadcaster en honor a las emisoras de radio, por entonces el mayor medio de difusión de la música. Pero por problemas de patente con Gretsch, que comercializaba una batería llamada Broadkaster, en 1952 el nombre fue modificado finalmente por el de Telecaster, esta vez en honor a la cada vez más popular televisión.
El cuerpo de la Telecaster se suele construir en fresno. El mástil es de arce o palorrosa y va atornillado al cuerpo de la guitarra, en lugar de ir encolado tal y como se hacía tradicionalmente hasta entonces. Al no existir un diapasón como pieza separada del mástil, no podía llevar inserta un alma de acero que estabilizara este; en su lugar se incrustó en el envés del mástil una tira de madera. La intención inicial de este diseño era crear una guitarra de producción relativamente barata, ensamblaje fácil y sencilla a la hora de realizar mejoras o reparaciones.
Pero también le presta ciertas cualidades únicas en el timbre. Este es agudo y pleno en armónicos, con muy buena definición en los acordes, y muy percusivo, algo de lo que se beneficiaron muchos guitarristas de country y pioneros del rock 'n' roll como James Burton, que popularizó la técnica del chicken picking en este instrumento. Su sonido característico viene dado en gran parte por su diseño, el timbre de la madera y las selletas del puente, que puede ser de acero o de latón o una combinación de ambos materiales. Este elemento y la pastilla que lo acompaña salen de fábrica con una pieza a modo de tapa que los guitarristas suelen retirar por considerarlo incómodo y que recibe el mote de «cenicero», lo que da idea de su uso alternativo. El sonido al rasguear se define como «twang», acampanado y rico, y es el modelo preferido por numerosos guitarristas rítmicos.
Una buena definición de la Telecaster es: «un tablón, un bate de béisbol, seis cuerdas y los tornillos necesarios para que todo se mantenga unido», lo que da idea de la sencillez de este modelo, lo que unido a su inconfundible sonido la ha convertido en una guitarra mítica. Sin embargo, esta radical ruptura con la tradición de la luthiería clásica le valió en un principio no pocas comparaciones despectivas, desde la de un remo de canoa a la de una pala quitanieves.

### Años posteriores

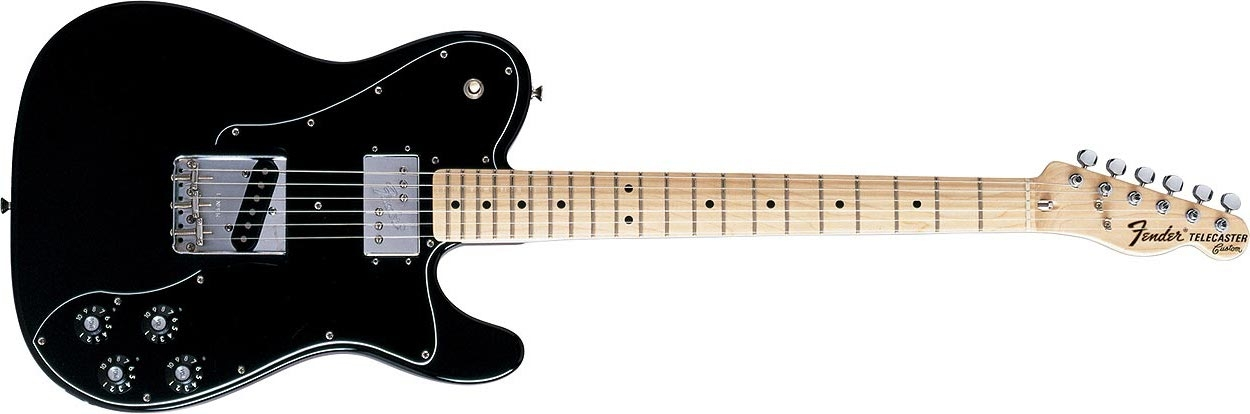
Fender Telecaster Custom reedición '72

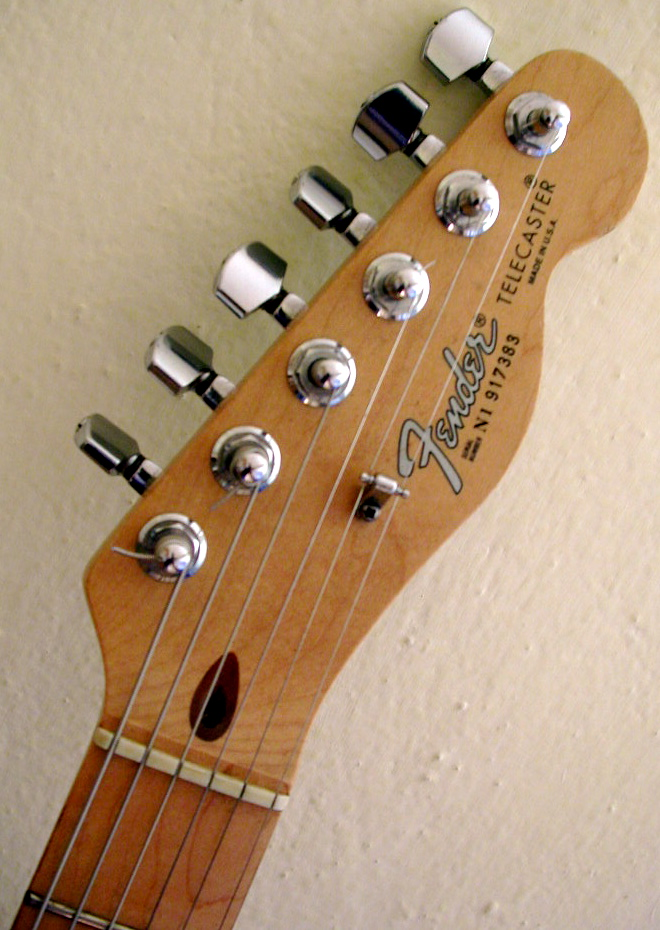
Detalle del clavijero Fender, en una Telecaster de 1991.

A lo largo de su evolución, la Telecaster sólo ha experimentado pequeños cambios en su diseño. Durante la década de los 50 afectó sobre todo a los tintes del acabado y a la sustitución del golpeador original de baquelita negra por otro de plástico blanco en 1954. Un nuevo modelo Custom, en 1958 incorporó también un diapasón de palisandro y aumentó de cinco hasta ocho el número de tornillos que sujetaban el golpeador.
Las pastillas fueron también levemente modificadas a partir de 1954 —a pesar de que las originales tenían una excelente calidad de sonido, y son muy apreciadas por los puristas—, introduciendo unos captores de nivel variable con un sonido más agudo.
A finales de los 60 se presentaron dos modelos Thinline o de cuerpo semi macizo, similar en concepto al de la Gibson ES-335. En 1972 se introdujeron los modelos Deluxe con pastillas de bobinado doble o humbuckers, y controles similares a los de una Gibson Les Paul. Clarence White, guitarrista de The Byrds, y Gene Parsons inspiraron el diseño de un mecanismo, el B-bender, que permitía subir la afinación de la segunda cuerda, acercando el timbre de la guitarra al de un lap steel, muy apropiado para el country.
Sin embargo, el elemento que más modificaciones ha sufrido a lo largo de la existencia de la Telecaster ha sido el clavijero, protegido por una patente exclusiva de Fender, y cuyo particular diseño sirve de hecho, junto con el estilo y la tipografía del logotipo que en él aparece, para "datar" el instrumento. En especial, los modelos producidos entre 1968 y 1995 se identifican por el conocido como "logo CBS" —característicos por el diseño en negro con una tira dorada, no porque aparezcan las siglas de esa compañía—: En 1965, Leo Fender vendió su empresa a la multinacional Columbia Broadcasting System y, aunque permaneció un tiempo como consultor, la abandonó definitivamente en 1968, fecha en la que la calidad de los instrumentos experimentó un progresivo declive.